# Одумегву-Оджукву, Луи
Сэр Луи Филлип Одумегву-Оджукву (англ. и игбо Louis Phillip Odumegwu Ojukwu, 1908 или 1909, Нневи, Колония и протекторат Нигерия, Британская империя — сентябрь 1966, Нигерия) — нигерийский бизнес-магнат и политик. Основатель Ojukwu Transport Limited, бизнес-империи в Нигерии, председатель футбольного клуба ACB Lagos F.C.. Депутат, член Палаты представителей первого созыва. Первый из известных миллионеров-нигерийцев. Самый богатый африканец своего времени с состоянием в 4 миллиарда долларов в современном эквиваленте. Кавалер ордена Британской империи.
Его второй сын, Чуквемека Одумегву-Оджукву, стал после его смерти губернатором восточной области Нигерии, а позже — президентом Биафры.

## Биография

### Ранние годы
Луи родился в городе Нневи (современный штат Анамбра) в 1908 или 1909 году в семье фермера из народа игбо. Учился в начальной школе в городе Асаба, высшее образование получил в институте Хоуп Оудел.
Сирота Оджукву уехал из Нневи в 1929 году в Лагос. В городе устроился младшим продавцом шин в торговой компании John Holt. Через некоторое время открыл магазины, названные его фамилией в Ониче, где продавал текстиль, шины и велосипеды торговцам игбо. Вскоре Оджукву также основал своё основное детище — Ojukwu Transport Limited в Лагосе. Создание было обусловлено высокой загруженностью колониального города, трейдерам порой приходилось ожидать по 2—3 дня до окончания загрузки.

### Расширение бизнеса и дружба с колониальной администрацией
На тот момент он ещё работал в компании Джон Холт, но после успеха транспортного бизнеса бросил её и отдался своей компании с головой. Он покупал акции многочисленных успешных, а порой и начинающих компаний, преувеличивая свой капитал. Вскоре его транспортная корпорация стала главной на маршруте Восток-Запад в Нигерии.
Вместе со многими компаниями участвовал в развитии Восточного региона Нигерии, был известен как патриот и сторонник паннигеризма и нигерийского национализма — зикизма. Он не поддерживал идею об отделении какой-либо части страны или начала освободительной войны со стороны игбо.
К началу 1940 года его компания имела более 200 торговых судов и не менее 600 сотрудников на суше. После начала Второй Мировой Войны предоставил свой транспортный флот Британской армии для переброски войск по Африке, был близким союзником колониального правительства. Благодаря этому получил управленческую должность в Нигерийской национальной судоходной линии после её основания в 1959. Также за помощь Британской администрации награждён Превосходнейшим орденом Британской империи. В том же году Луи участвовал во всеобщих выборах 1959 года и стал депутатом, членом Палаты представителей первого созыва.
Тогда же он основал патриотическую ассоциацию нигерийского народа, а также построил несколько госпиталей и больниц по всей Южной Нигерии. В 1990 году один из госпиталей получил его имя.

### После независимости
В 1960 году Нигерия получила независимость при гражданском правительстве. Луи в соавторстве с первым президентом страны Азикиве написал отчёт об экономической миссии в Европе и Северной Америке, в нём рекомендовалось инвестировать дополнительные средства от совета по маркетингу продукции в региональный банк и государственные корпорации для стимулирования экономического развития.
Относительно благоприятная экономическая обстановка в послевоенные годы и годы после независимости предоставила возможность диверсифицироваться в другие бизнес-интересы, и Луи воспользовался ею. Помимо доставки вяленой рыбы в Нигерию и транспортных услуг, он также занимался недвижимостью и продавал текстиль и цемент.
К моменту его смерти в 1966 году состояние Луи Одумегву-Оджукву оценивалось в 4 миллиарда долларов в современном эквиваленте (включая инфляцию). Это делает его не только самым богатым нигерийцем, но и самым богатым африканцем того времени.

## Семья
Супруга: Маргарет Экене Огбогу, в девичестве Уде (англ. Margaret Ekene Ogbogu (Udeh))
Два сына:
- Дебе (англ. и игбо Debe Odumegwu Ojukwu) (3 августа 1956 — 1 ноября 2018) — офицер полиции, бакалавр права[14];
- Чуквемека (англ. и игбо Chukwuemeka Odumegwu Ojukwu) (4 ноября 1933 — 26 ноября 2011) — военный и политик, президент Биафры (1967—1970)[15].